# Sex (film)
Sex is een Noorse dramafilm uit 2024, geschreven en geregisseerd door Dag Johan Haugerud. Het is de eerste film in de filmtrilogie Sex Drømmer Kjærlighet, waarvan de tweede film Kjærlighet op 6 september 2024 in première ging op het Filmfestival van Venetië en de laatste film Drømmer in oktober 2024 in première ging. De hoofdrollen worden vertolkt door Thorbjørn Harr en Jan Gunnar Røise.

## Verhaal
Twee schoorsteenvegers, beiden in een monogaam, heteroseksueel huwelijk, komen in een situatie die hun perspectieven op seksualiteit en gendernormen op de proef stelt. Een van hen heeft een seksuele ontmoeting met een andere man en de andere heeft levendige nachtelijke dromen waarin hij verschijnt als een vrouw.

## Rolverdeling
| Acteur           | Personage                     |
| ---------------- | ----------------------------- |
| Thorbjørn Harr   | CEO                           |
| Jan Gunnar Røise | schoorsteenveger              |
| Siri Forberg     | vrouw van de schoorsteenveger |
| Birgitte Larsen  | vrouw van de CEO              |

## Productie
In september 2022 kondigde Viaplay aan dat het opdracht had gegeven voor het maken van een trilogie van speelfilms getiteld Sex, Drømmer en Kjærlighet (Sex, Dromen en Liefde). Het overkoepelende project staat onder leiding van de Noorse regisseur Dag Johan Haugerud. De filmopnames van Kjærlighet waren in september 2022 in Oslo aan de gang. Drømmer ging later in het najaar 2022 in productie en Sex in het voorjaar van 2023.

## Release en ontvangst
Sex ging op 17 februari 2024 in première op het Internationaal filmfestival van Berlijn in de Panorama-sectie waar hij drie prijzen won.
De film werd tien maal genomineerd voor de Amandaprisen 2024 en won vier prijzen, waaronder die voor beste regie.

## Prijzen en nominaties
De belangrijkste:
| Jaar | Prijs                                   | Categorie                      | Genomineerde(n)                 | Uitslag     |
| ---- | --------------------------------------- | ------------------------------ | ------------------------------- | ----------- |
| 2024 | Internationaal filmfestival van Berlijn | Prijs van de Oecumenische Jury |                                 | Gewonnen    |
| 2024 | Internationaal filmfestival van Berlijn | CICAE Art Cinema Award         |                                 | Gewonnen    |
| 2024 | Internationaal filmfestival van Berlijn | Europa Cinemas Label Award     |                                 | Gewonnen    |
| 2024 | Amandaprisen                            | Beste Noorse film              | Beste Noorse film               | Genomineerd |
| 2024 | Amandaprisen                            | Beste regie                    | Dag Johan Haugerud              | Gewonnen    |
| 2024 | Amandaprisen                            | Beste hoofdrol                 | Thorbjørn Harr                  | Genomineerd |
| 2024 | Amandaprisen                            | Beste hoofdrol                 | Jan Gunnar Røise                | Gewonnen    |
| 2024 | Amandaprisen                            | Beste bijrol                   | Siri Forberg                    | Gewonnen    |
| 2024 | Amandaprisen                            | Beste script                   | Dag Johan Haugerud              | Gewonnen    |
| 2024 | Amandaprisen                            | Beste cinematografie           | Cecilie Semec                   | Genomineerd |
| 2024 | Amandaprisen                            | Beste geluid                   | Yvonne Stenberg en Gisle Tveito | Genomineerd |
| 2024 | Amandaprisen                            | Beste originele muziek         | Peder Kjellsby                  | Genomineerd |
| 2024 | Amandaprisen                            | Beste kostuums                 | Ida Toft                        | Genomineerd |